# Antipodogomphus dentosus
Antipodogomphus dentosus är en trollsländeart som beskrevs av Watson 1991. Antipodogomphus dentosus ingår i släktet Antipodogomphus och familjen flodtrollsländor. IUCN kategoriserar arten globalt som sårbar. Inga underarter finns listade i Catalogue of Life.